# Рогов, Леонид Васильевич
Леонид Васильевич Рогов (24.1.1921 — 13.6.1980) — командир расчёта 45-мм орудия 538-го стрелкового полка 120-й Гатчинской Краснознамённой стрелковой дивизии 21-й армии 1-го Украинского фронта, старший сержант. Герой Советского Союза.

## Биография
Родился 24 января 1921 года в деревне Бабино ныне Вичугского района Ивановской области в семье крестьянина. Русский. Образование начальное. Работал в городе Вичуга на текстильной фабрике имени Ногина.
В конце 1940 года призван в Красную Армию, был направлен в артиллерию. Быстро освоив 45-мм противотанковую пушку, красноармеец Рогов стал одним из лучших наводчиков.
Великую Отечественную войну встретил на Западной границе. Участвовал в двухнедельных боях за эстонский город Тарту, выходил из окружения. После переформирования части Рогов сражался на подступах к Ленинграду, на Пулковских высотах. В одном из боёв он остался один из всего расчёта, был два раза ранен, но продолжал вести бой, пока не потерял сознание от третьего ранения. Член ВКП(б)/КПСС с 1943 года.
После госпиталя вернулся на фронт, воевал в составе 538-го стрелкового полка. Вскоре был назначен командиром расчёта. Участвовал в боях за освобождение Польши, на Сандомирском плацдарме. Особо отличился при форсировании реки Одер.
На рассвете 24 января 1945 года в районе города Оппельн старший сержант Рогов в составе расчёта в числе первых переправился по льду через реку. Их орудие оказалось единственным на этом берегу. Артиллеристы выкатили пушку на высотку, поставили у разбитого кирпичного дома. Заняв удобную позицию, они перекрыли движение по дороге, ведущей к плацдарму. Вскоре появились танки. Подпустив их на 300 метров, артиллеристы открыли меткий огонь. В ходе боя Рогов уничтожил 5 вражеских танков. Когда окончилась схватка, у орудия остались только двое: Рогов и наводчик Артамонов. За этот бой, способствовавший захвату плацдарма и переправе через реку подразделений полка, оба артиллериста был представлен к геройскому званию.
Указом Президиума Верховного Совета СССР от 10 апреля 1945 года за образцовое выполнение заданий командования и проявленные мужество и героизм в боях с немецко-фашистскими захватчиками старшему сержанту Рогову Леониду Васильевичу присвоено звание Героя Советского Союза с вручением ордена Ленина и медали «Золотая Звезда».
Дошёл до конца войны, штурмовал Берлин. Высокие награды получил в Кремле 8 мая 1945 года.
После войны демобилизован. Вернулся на родину. Жил в городе Вичуга. Работал на фабрике имени Ногина. Скончался 13 июня 1980 года. Похоронен на городском Бонячкинском кладбище.
Награждён орденом Ленина, орденом Красной Звезды, медалями.
Именем Героя в Вичуге названа улица. В 2009 году его имя присвоено школе № 9 города Вичуги.